# Celia S. Friedman
Pour les articles homonymes, voir Friedman.
Œuvres principales
- Série L'Aube du soleil noir
- Série La Trilogie des magisters

Celia S. Friedman, née le 12 janvier 1957 à New York, est une autrice de science-fiction américaine.
Elle a été nommée au prix Astounding du meilleur nouvel écrivain 1988.

## Œuvres

### Azean Empire
1. Enfants de la conquête, L'Atalante, coll. « La Dentelle du cygne », 2011 ((en) In Conquest Born, 1986)Paru en français en deux tomes
2. (en) The Wilding, 2004

### SérieL'Aube du soleil noir(The Coldfire Trilogy)
- Préquelle (en) Dominion, 2012

1. (en) Nightborn: Coldfire Risingn, 2023
2. L'Aube du soleil noir, L'Atalante, coll. « La Dentelle du cygne », 2000 ((en) Black Sun Rising, 1991)Paru en français en deux tomes
3. (en) When True Night Falls, 1993
4. (en) Crown of Shadows, 1995

### SérieLa Trilogie des magisters(The Magister Trilogy)
1. Festin d'âmes, Bragelonne, 2009 ((en) Feast of Souls, 2007)
2. Les Ailes de la colère, Bragelonne, 2009 ((en) Wings of Wrath, 2009)
3. (en) Legacy of Kings, 2011

### SérieDreamwalker
1. (en) Dreamwalker, 2014
2. (en) Dreamseeker, 2015
3. (en) Dreamweaver, 2016

### SérieThe Outworlds
1. (en) This Alien Shore, 1998
2. (en) This Virtual Night, 2020

### Romans indépendants
- (en) The Madness Season, 1990
- (en) The Erciyes Fragments, 1998

### Nouvelles
- (en) The Dreaming Kind, 1989
- (en) Downtime, 2002
- (en) Terms of Engagement, 2006
- (en) Shall We Dance?, 2006
- (en) Soul Mate, 2010
- (en) Perfect Day, 2012
- (en) Pandora, 2016